# Mar de Chiloé

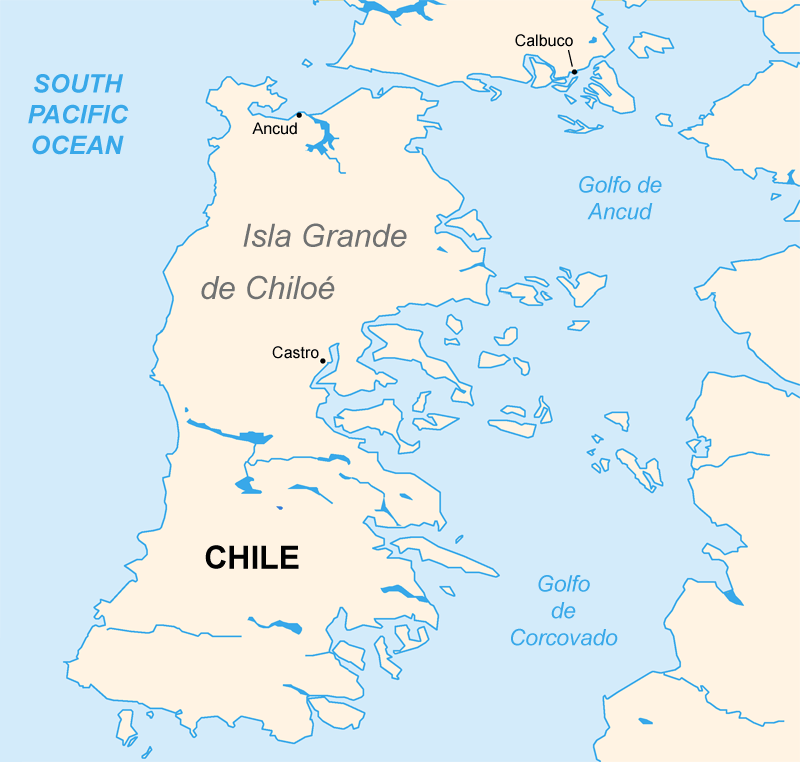
Mapa del mar de Chiloé, situado entre la Isla Grande de Chiloé y el Chiloé Continental

El mar de Chiloé, mar interior de Chiloé o mar chilote es un mar marginal frente a las costas de Chile que está separado del océano Pacífico por la isla Grande de Chiloé. El mar de Chiloé está conectado con el mar abierto por el canal de Chacao en el norte y el golfo Corcovado en el sur. Alberga muchas de las islas del archipiélago de Chiloé así como algunas otras islas alrededor del Seno de Reloncaví. Las costas del mar de Chiloé muestran en varios lugares canales, sondeos y en el oriente también fiordos. Hacia el sur, más allá del golfo de Corcovado, el mar de Chiloé da paso al Canal Moraleda.
- Datos: Q7440083